# Mandrillus

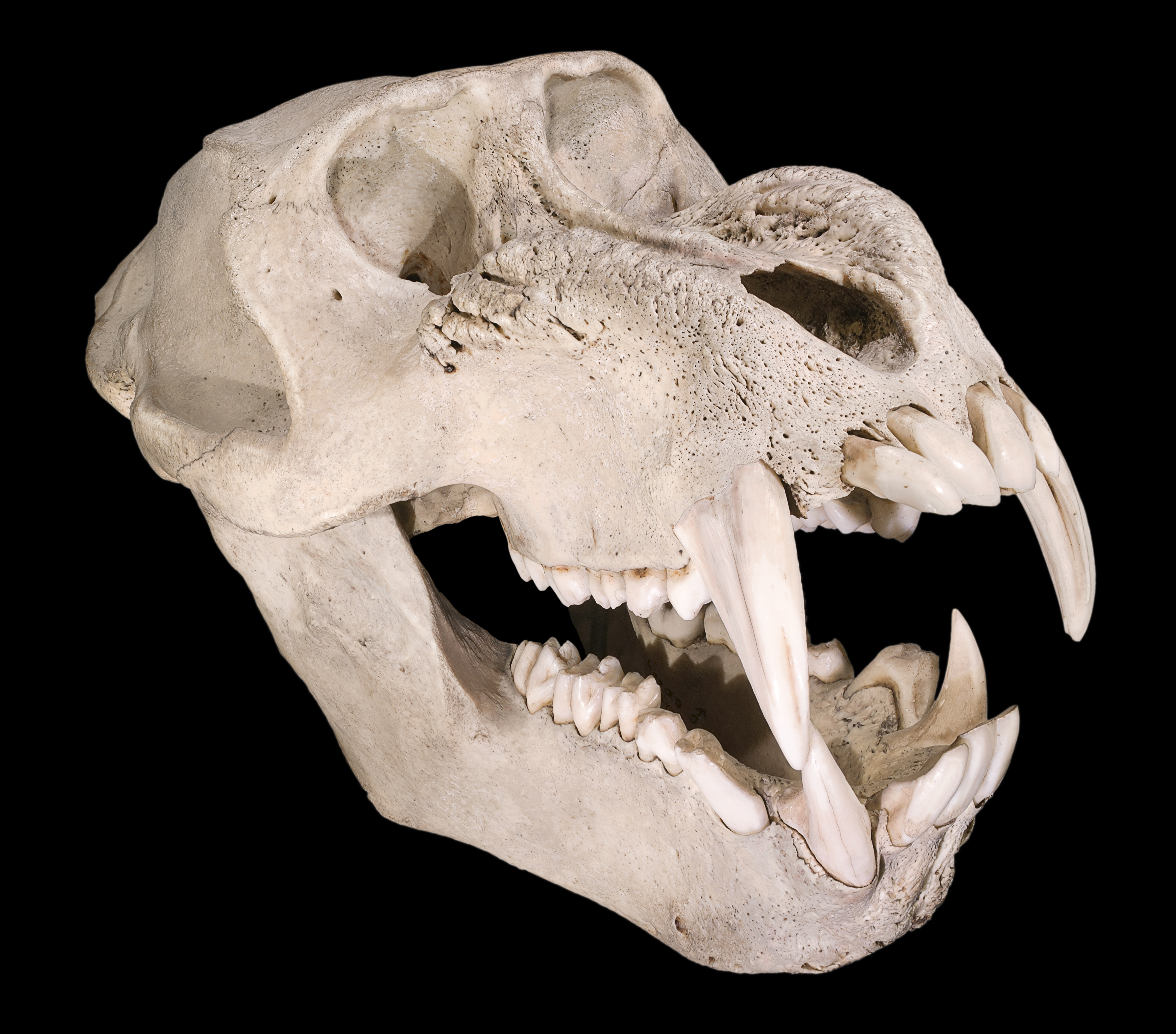
Mandrill crânio, Masculino.

Mandrillus é um gênero de primata da família Cercopithecidae.

## Espécies
- Mandrillus leucophaeus (F. Cuvier, 1807)
- Mandrillus sphinx (Linnaeus, 1758)